# Fran Álvarez
Francisco Javier Álvarez Rodríguez (ur. 21 stycznia 1998 w Socovos) – hiszpański piłkarz występujący na pozycji pomocnika w polskim klubie Widzew Łódź.